# Правое дело
Всеросси́йская полити́ческая па́ртия «Пра́вое де́ло» (ПД) — существовавшая в 2008—2016 годах официально зарегистрированная правоцентристская российская политическая партия, созданная на основе трёх самораспустившихся партий («Гражданская сила», Демократическая партия России, «Союз правых сил»), декларировавших либеральную направленность. К 2011 году  имела самое значительное представительство в  законодательных органах государственной власти и представительных органах местного самоуправления среди всех непарламентских партий.
26 марта 2016 переименована в «Партию Роста» под председательством Бориса Титова.

## Создание

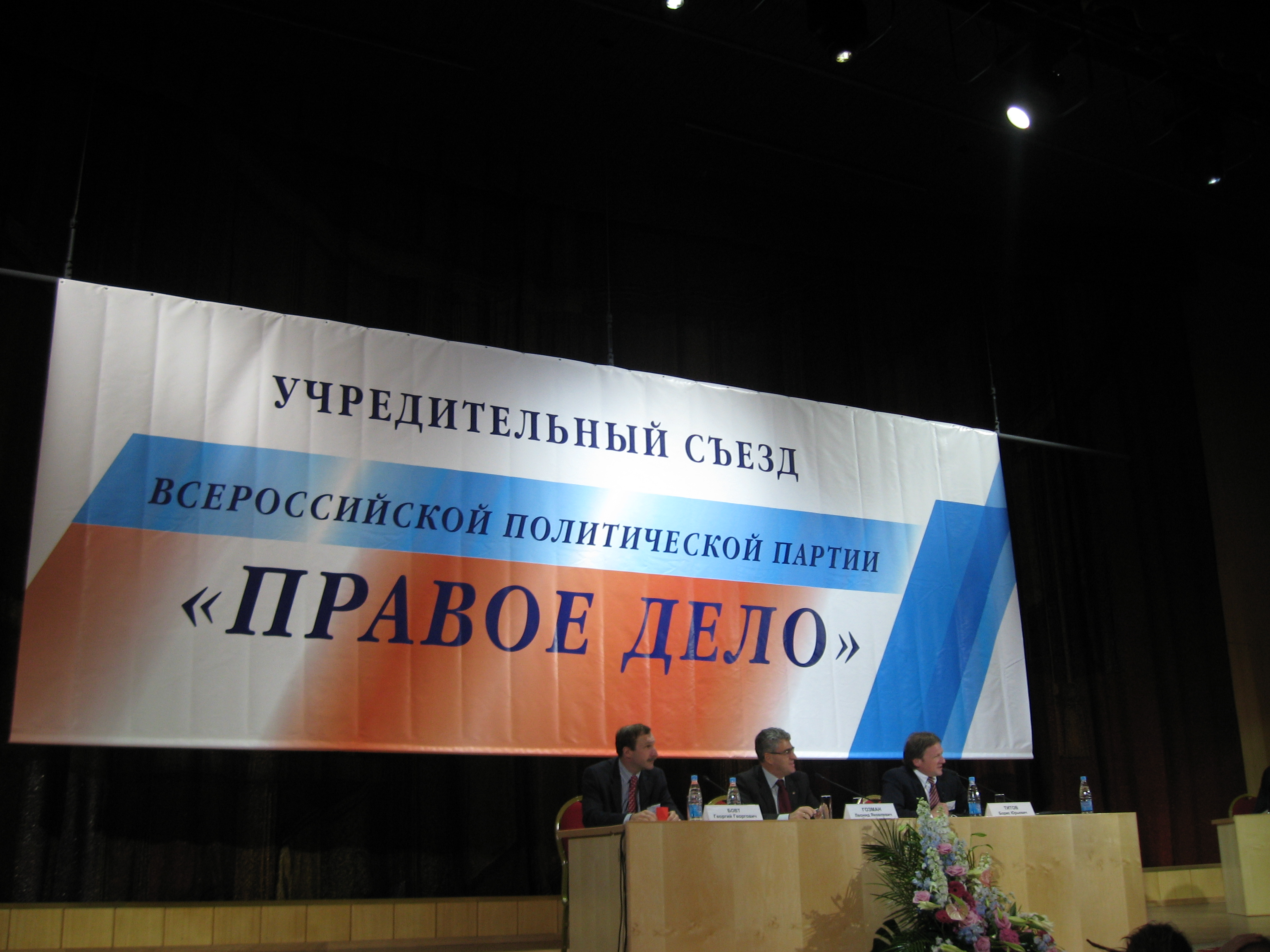
Учредительный съезд политической партии «Правое дело», слева направо: Георгий Бовт, Леонид Гозман, Борис Титов. 16 ноября 2008 г.

Партия «Правое дело» возникла 16 ноября 2008 года в результате произошедшего объединения трёх партий, декларировавших правую либеральную направленность: Демократической партии России, «Гражданской силы» и «Союза правых сил», для этого самораспустившихся. 11 февраля 2009 года «Правое дело» было официально зарегистрировано Министерством юстиции РФ, став единственной зарегистрированной политической силой за период с 2006 по 2011 год. Подобную ситуацию в СМИ объясняли тем, что деятельность проекта была одобрена в Кремле.

16 ноября 2008 года на учредительном съезде «Правого дела» в первый состав федерального политического совета партии избраны 33 человека, в том числе: журналист Георгий Бовт, лидер «Союза правых сил» Леонид Гозман, глава «Деловой России» Борис Титов, кинорежиссёр Валерий Ахадов, адвокат Андрей Дунаев, бывший депутат Государственной думы от фракции СПС Борис Надеждин, бывший министр экономики РФ Андрей Нечаев, президент Фонда законодательных инициатив Григорий Томчин, председателем московского отделения был избран Евгений Чичваркин, также он был назначен ответственным за брендинг партии. Сопредседателями партии стали представители трёх её основательниц: Титов от «Гражданской силы», Бовт от ДПР, Гозман от СПС, аппаратом руководил сотрудник администрации президента РФ Андрей Дунаев. В дальнейшем между ними были противоречия по предназначению партии и её отношению с властью.

Логотип партии «Правое дело»
ноябрь 2008 — июнь 2011

В Высший совет партии вошли медиаменеджер Алексей Волин, государственный деятель Анатолий Чубайс, литератор Мариэтта Чудакова, экономист Игорь Юргенс и другие. Также участие в создании партии принимал тележурналист и историк Николай Сванидзе. Была принята программа, разработанная членами СПС.
По состоянию на 2009 год партия имела 74 региональных отделения, в которых состояло более 56 000 человек.
Партия создавалась по инициативе Администрации Президента, процесс курировал Владислав Сурков, его целью являлось создание двухпартийной системы во главе с «Единой Россией» и «Правым делом». В новой политической структуре двумя третями членов партии являлись люди, которые голосовали на проводимых съездах партии строго по указам из Кремля.

## Идеология
- либеральный консерватизм, консервативный либерализм (до ноября 2012);
- национал-демократия (ноябрь 2012 — февраль 2016).

## Руководство партии
Председатели партии в разный период её деятельности:
1. Б. Титов, Г. Бовт, Л. Гозман (сопредседатели: 2008—декабрь 2009)[13];
2. Г. Бовт, Л. Гозман (сопредседатели: 2009— 2011)
3. М. Прохоров (председатель: июнь—сентябрь 2011);
4. А. Дунаев (председатель: 2011—2012);
5. В. Маратканов (и. о. председателя: 2012—2016);
6. Б. Титов (председатель: февраль—март 2016).

### Центральный аппарат партии
С 2008 по 2011 год Центральный аппарат «Правого дела» располагался в Москве, в здании партии «Гражданская сила» (которая вошла в состав учредителей) по улице Мясницкой, д.16. С 2011 по 2013 год центральный аппарат находился в бывшем центральном штабе движения «Наши» по адресу: Весковский переулок, д.2, с 2013 года центральный аппарат Правого дела располагался по адресу Большой Златоустинский переулок, дом 6. С августа 2014 года Центральный аппарат партии переехал по адресу ул. Воздвиженка 7/6 строение 1.

## Деятельность партии
1 марта 2009 года, «Правое дело» впервые приняло участие в муниципальных выборах. Партия не успела завершить регистрацию, но местные кандидаты «Правого дела» в Тольятти смогли принять участие в выборах под флагом местного общественного движения «Декабрь», лидером которого являлся депутат Самарской областной думы, член регионального политического совета партии «Правое дело» Сергей Андреев, набрав 26 % голосов избирателей (для сравнения: «Единая Россия» — 39 %), проведя по списку движения в Думу Тольятти 5 депутатов.
31 марта 2009 года сопредседатели партии прокомментировали начало весеннего призыва. Они заявили о необходимости реформирования порядка формирования Вооружённых сил РФ, указав на преимущества контрактной армии.
На выборах мэра Петрозаводска 5 июля 2009 года поддержанный партией кандидат Александр Темнышев занял второе место.
Участники партии приняли участие в межпартийной конференции «Москва без Лужкова», организованной оппозиционным движением «Солидарность», в сентябре 2009 года.
Изначально, на выборы в Московскую городскую думу в 2009 году, партия собиралась выдвинуть один список с «Яблоком», такое мнение активно продвигал Борис Титов, предлагавший возглавить этот список. Социал-либеральная оппозиционная партия во главе с Митрохиным долгое время была согласна на коалицию и обсуждала детали, однако 22 июля выдвинула самостоятельный список, и «Правому делу» пришлось отказаться от участия в выборах.
24 декабря 2009 года пост сопредседателя покинул Борис Титов, объяснив это конфликтом с Леонидом Гозманом в связи с разным пониманием того, как должна работать партия. Гозман предлагал сосредоточиться на политической составляющей, а Титов — на экономической.
В начале марта 2010 года некоторые члены партии подписали обращение российской оппозиции «Путин должен уйти».
По итогам региональных выборов, прошедших 14 марта 2010 года, партия провела более десяти кандидатов в местные органы власти Пермского края, одного депутата в Астраханскую городскую думу и шестеро человек в Нижегородскую областную думу.
12 июня 2010 года, в День России, партия провела митинг «Нет контролю власти над обществом!» с призывами к сохранению прямых выборов мэров городов, за свободу СМИ, свободу собраний, политическую конкуренцию и против усиления влияния спецслужб. Митинг прошёл в Москве у памятника Грибоедову.
В октябре 2010 года кандидаты «Правого дела» одержали победу в Дагестане, Татарстане, Калининградской, Московской и Самарской областях.
В ноябре 2010 года сопредседатель партии Леонид Гозман заявил о возможной поддержке Дмитрия Медведева на президентских выборах в 2012 году, если он выдвинет свою кандидатуру, т. к. он «связан с модернизацией».

### Успешные выборы
В 2011 году партия «Правое дело» получила по партийному списку 1 мандат в Народном собрании Республики Дагестан и 1 мандат в Народном Собрании Республики Ингушетия
В 2013 году партия «Правое дело» получила по списку 1 мандат в городскую думу г. Сызрани, в Самарской области и 1 мандат по одномандатному округу. а также 2 мандата по списку в Электрогорске, Московской области 11,18%.

## Деятельность Михаила Прохорова
В 2010 году у Дмитрия Медведева возникла новая идея о создании своей правой партии, которая бы объединила средний класс и поддержала бы либеральные реформы, тогда на его стороне были Анатолий Чубайс и Александр Волошин, руководитель Администрации Президента первого путинского срока и последнего ельцинского, задумывающиеся о возвращении к активной политической жизни. Мысль о двухпартийной системе, где в «Единой России» остались бы приверженцы путинской стабильности, а «Правое дело» собрало бы всех либералов и прогрессистов, снова приобрела своих сторонников.
Для подготовки основы будущей партии Владислав Сурков вновь взялся за «Правое дело». Президент Медведев планировал возглавить её, когда она наберёт политический вес. Он провёл переговоры с министром финансов Алексеем Кудриным, больше всех заинтересованным, вице-премьером Игорем Шуваловым и главой Сбербанка Германом Грефом, предлагая им пост Председателя партии. Все отказались по причине подконтрольности действий, но подчеркнули правильность замысла. Обдумывая проект, Медведев также вёл переговоры с Валентином Юмашевым, которого он попросил помочь с рекрутингом, и с Татьяной Юмашевой, дочкой Бориса Ельцина.
Сопредседатели партии (за исключением Леонида Гозмана) подтвердили, что идут поиски нового лидера. Борис Титов сказал, что готов поддержать кандидатуру Игоря Шувалова, т. к. это может быть выгодно российскому малому и среднему бизнесу.
В итоге на роль Председателя партии согласился бизнесмен Михаил Прохоров, с которым договорился Владислав Сурков, однако позже возникли существенные разногласия между сотрудником Администрации и миллиардером из-за неконтролируемости Прохорова, который, в частности, вопреки советам Суркова, оставил в партийном списке уральского борца с наркоторговцами Евгения Ройзмана.
26 июня 2011 года на внеочередном съезде «Правого дела» её председателем был избран миллиардер Михаил Прохоров (получивший предложение о вступлении 25 апреля, которое он принял 16 мая), утверждена новая символика и имидж партии. Новый глава получил право единолично решать ключевые кадровые вопросы, в частности утверждать списки кандидатов в депутаты на выборах, принимать в партию новых членов, исключать проштрафившихся. Целью-минимум была названа фракция в Госдуме по итогам выборов в декабре 2011 года, целью-максимум — стать «второй партией власти», а со временем и первой. По данным журнала The New Times, на предвыборную кампанию партии Прохоров намеревался потратить 100 миллионов долларов личных денег и ещё столько же рассчитывал взять у своих коллег по бизнес-сообществу.

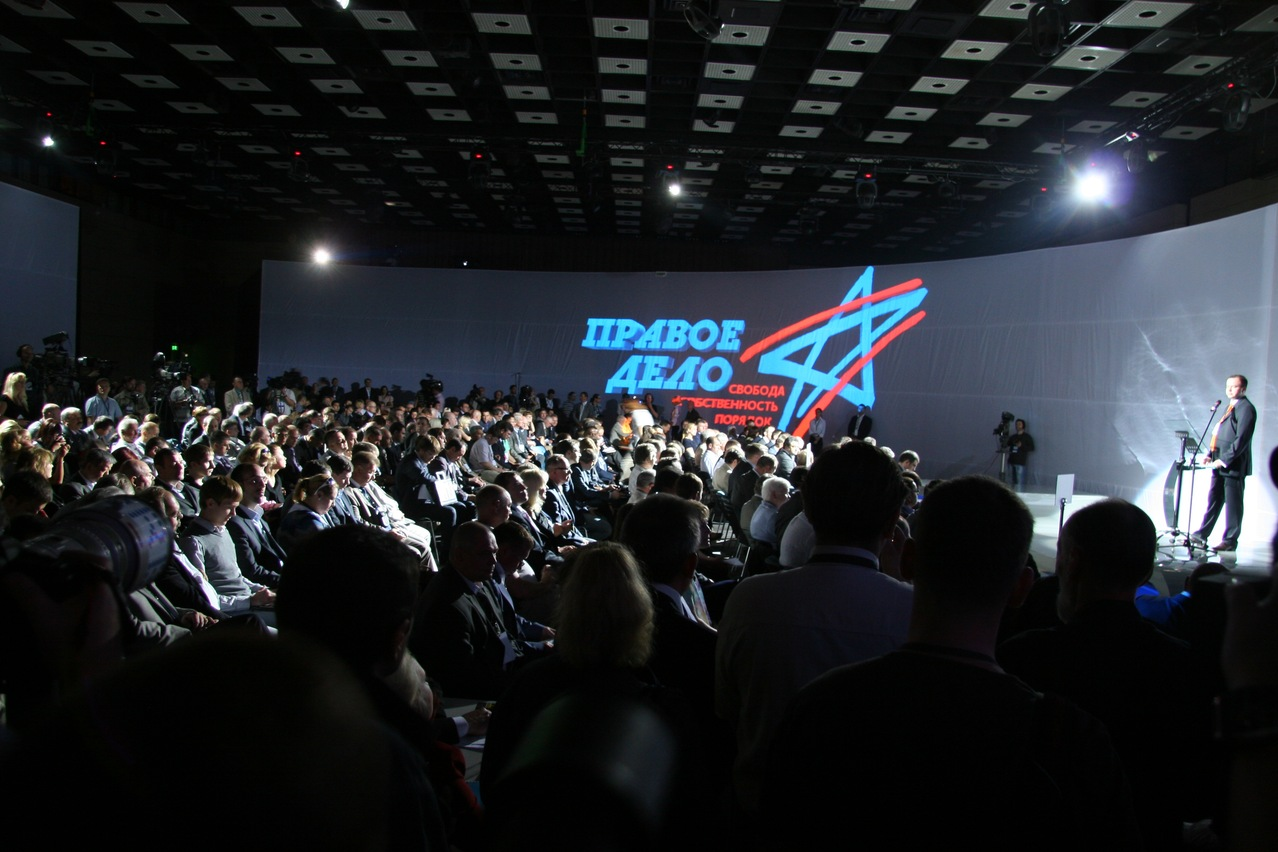
избрание председателя партии Михаила Прохорова 25 июня 2011 г.

В июле 2011 года Прохоров пригласил в партию основателя фонда «Город без наркотиков», депутата Государственной думы РФ четвёртого созыва Евгения Ройзмана. Прохоров предложил ему пойти на выборы в Госдуму по федеральному списку партии, чтобы в случае успеха иметь возможность заниматься формированием государственной антинаркотической и антиалкогольной политики и законодательства. Избирательный штаб партии Прохоров поручил возглавить депутату от ЛДПР Рифату Шайхутдинову, в отношении которого Генпрокуратура РФ в 2007 году внесла представление о лишении депутатской неприкосновенности за умышленное банкротство Главного агентства воздушных сообщений (ГУП) и присвоение госимущества. В августе 2011 года в партию также вступил известный российский журналист, автор телепрограммы «Взгляд» Александр Любимов.
3 августа 2011 года в газете «Известия» вышло интервью с главой подмосковного отделения партии Борисом Надеждиным, который призвал сотрудничать с националистами выдвинул лозунг «Подмосковье — русская земля», после чего лидер партии предложил Надеждину покинуть партию, если он разделяет взгляды националистов. Прохоров написал в своём блоге, что «если это его личная осознанная позиция, то ему не место в партии».

### Противостояние и отставка Прохорова
После появившихся проблем у миллиардера с Администрацией Президента, Владислав Сурков начал убеждать Медведева, что сделать ставку на Михаила Прохорова было ошибкой, и занялся разработкой технологии рейдерского захвата партии.
20 июня 2011 года в ходе Санкт-Петербургской региональной конференции (которую часть участников не признала законной) произошла смена главы регионального отделения. Вместо Сергея Цыбукова был избран Максим Долгополов, ранее задержанный в Дубае по подозрению в убийстве Сулима Ямадаева, но позже отпущенный. Лидер партии Михаил Прохоров принял решение об исключении из партии всех 1334 членов Санкт-Петербургского регионального отделения и одновременно о приёме в члены партии 220 петербуржцев. 5 августа 2011 года новые члены избрали председателем регионального отделения рекомендованного Прохоровым Евгения Маутэра, а сторонники Долгополова подали иск в Басманный суд города Москвы.

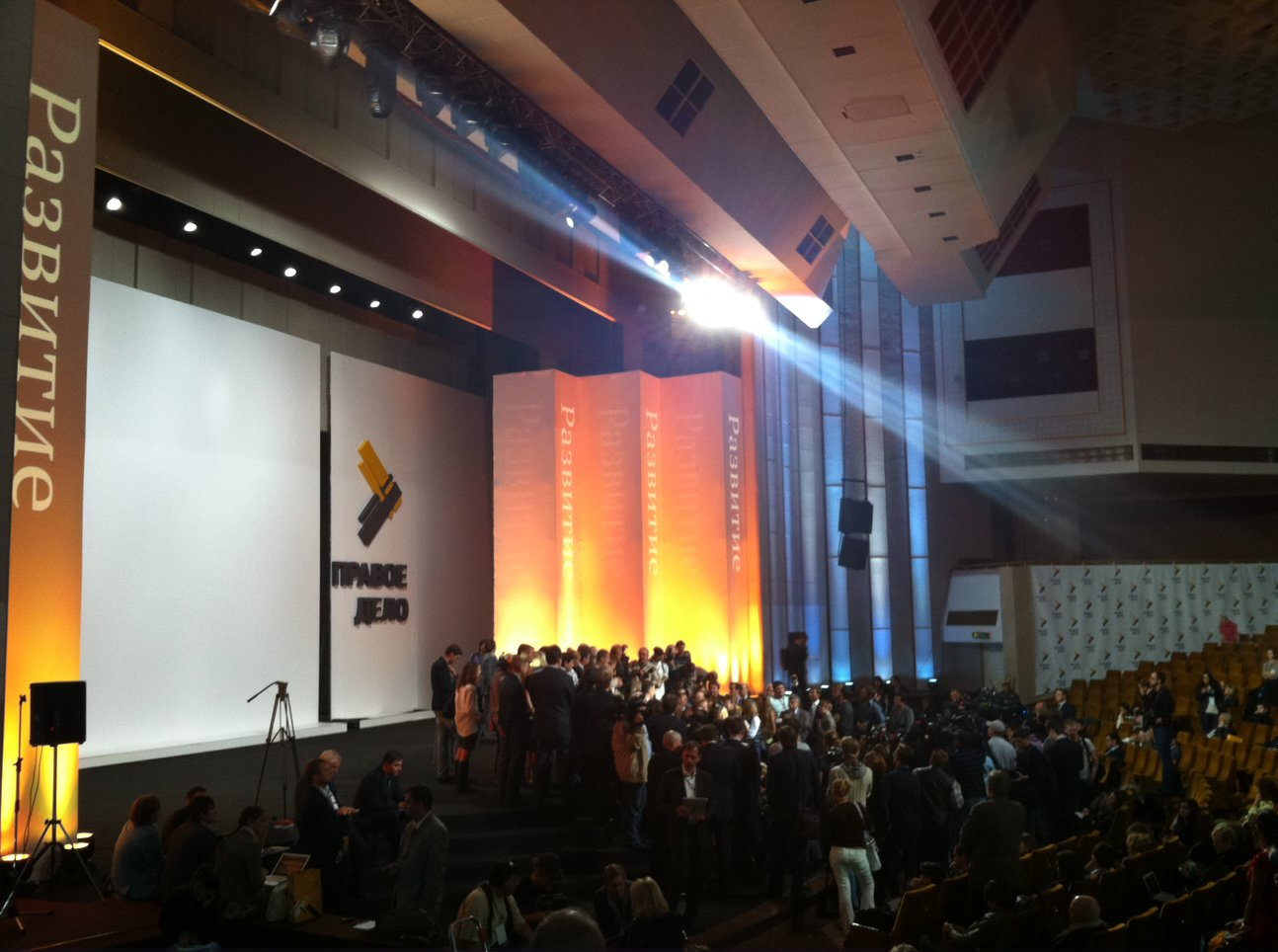
Съезд партии под председательством Михаила Прохорова, после ребрендинга.
14 сентября 2011 г.

Ещё до съезда, намеченного на 14—15 сентября, в прессе появилась информация о недовольстве региональных отделений партии деятельностью Прохорова на посту партийного лидера. Бывший руководитель алтайского «Правого дела» Павел Чеснов ещё во вторник, 13 сентября сообщил «Независимой газете», что на съезде может быть поднят вопрос об изменении устава партии и снятии Прохорова, заменить которого могут Георгий Бовт,  сотрудник Администрации Президента Андрей Дунаев или губернатор Кировской области Никита Белых.
14 сентября в первый день съезда партии противники Прохорова получили большинство мест в мандатной комиссии. На срочно созванном брифинге вечером 14 сентября Михаил Прохоров объявил о прекращении полномочий главы исполкома Андрея Дунаева и исполкома в полном составе. Также Прохоров исключил из партии Андрея Богданова и братьев Рявкиных, с формулировкой «за нанесение политического ущерба партии», и обвинил в попытке «рейдерского захвата партии» заместителя начальника управления внутренней политики администрации президента РФ Радия Хабирова, участвовавшего в съезде.
Однако позже большинство в мандатной комиссии получили противники Михаила Прохорова, объявившие, что собираются поставить вопрос «об отставке олигарха с поста лидера партии». Значительная часть руководителей региональных отделений партии заранее была перевербована и стала готова выполнять любое указание Администрации Президента.
Утром 15 сентября Прохоров в эфире радиостанции «Эхо Москвы» призвал своих сторонников выходить из партии «Правое дело», а также отметил, что намерен создать новую партию. О своём выходе из партии Михаил Прохоров на момент выхода материала в эфир не объявил, но отметил, что «уже подписывает заявление других членов». Противники Прохорова, в свою очередь, объявили, что на съезде партии в Центре международной торговли (ЦМТ) на Красной Пресне будут присутствовать как минимум 65—68 человек из 70 региональных делегатов.
Утром 15 сентября Андрей Дунаев, которого 14 сентября Прохоров отстранил от должности главы исполкома, объявил на съезде в ЦМТ: «Поступила информация через СМИ, что Прохоров создаёт свою партию. Предлагаю сейчас же проголосовать за отстранение Прохорова с поста лидера партии». Участники съезда поддержали Дунаева и отстранили Прохорова с поста лидера. Исполняющим обязанности главы партии был избран сам Андрей Дунаев. Причиной смещения Прохорова стал конфликт с региональными отделениями «Правого дела», а также решение включить в предвыборный список Евгения Ройзмана. Сам Прохоров на этом съезде не присутствовал, а принял участие в проходившем параллельно альтернативном съезде в Российской академии наук. На съезде было объявлено о «фактическом захвате партии» и о предполагаемых фальсификациях в мандатной комиссии, которую, по мнению Прохорова, «спланировали и провели работники Администрации Президента, подчинённые Суркова». Прохоров заявил, что более не может быть связан с партией, которой «руководят кукловоды», и призвал своих сторонников выходить из неё. В поддержку Прохорова на собрании выступили Александр Любимов и Алла Пугачёва.
15 сентября 2011 года Михаил Прохоров решением съезда партии под председательством руководителя центрального аппарата Андрея Дунаева и председателя мандатной комиссии Андрея Богданова смещён с поста председателя партии, назначив Андрея Дунаева исполняющим обязанности председателя партии.
В конце сентября 2011 года большинство членов бывшего СПС покинули партию, включая экс-сопредседателя Леонида Гозмана и членов Высшего совета Анатолия Чубайса, Андрея Нечаева и Виктора Некрутенко.

### Мнение Александра Любимова о результатах деятельности партии
Бывший член партии, журналист Александр Любимов признаёт:
Хотели идти на выборы в Думу с партией «Правое дело», но из этого ничего не вышло. Для меня очевидно, что в России пока невозможно заниматься полноценной политической деятельностью. Надо либо вливаться в дружные ряды членов партии власти, либо быть готовым, что плеснут в лицо зелёнкой. Как говорится, спасибо, что не кислотой. Меня такой вариант не устраивает. Не слишком комфортно работать, когда постоянно приходится думать о собственной безопасности и ждать, не подойдет ли кто-нибудь сзади с дурными намерениями. 

## Дальнейшая деятельность
В сентябре 2011 года пост председателя партии предложили Никите Белых, но передача власти не состоялась. Владимир Путин на протяжении 40 минут рассказывал ему, как правая партия нужна стране.
В 2011 году, на парламентских выборах в Государственную думу 6-го созыва, первую тройку Федерального списка кандидатов «Правого дела» на выборах возглавлял Андрей Дунаев, Андрей Богданов (несмотря на то, что федеральный политсовет в октябре 2011 года рекомендовал Богданову не выступать в СМИ от лица партии, поскольку это «не способствует популярности партии», а избирательному штабу — не использовать его образ в предвыборной агитации) и теннисистка Анна Чакветадзе. Также в «десятку» предвыборного списка входили: Владислав Иноземцев, Александр Брод и Григорий Томчин. Член федерального политсовета «Правого дела» Борис Надеждин отказался входить в первую тройку федерального предвыборного списка партии на думских выборах, но возглавил список партии на выборах в Московскую областную думу. Иноземцев предлагал включить в первую тройку списка Владимира Рыжкова.
Некоторая часть партийцев была огорчена тем, что Михаил Прохоров покинул «Правое дело», т. к. с ним они могли бы набрать больше голосов избирателей на выборах.
Программа, с которой партия приняла участие в парламентских выборах 2011 года, была принята на съезде 20 сентября. Партия выступила за немедленную подачу Россией заявки на вступление в Евросоюз, за «обуздание произвола чиновников и силовиков» и за отмену депутатской неприкосновенности. «Правое дело» предложило расформировать Федеральную службу охраны Российской Федерации, чтобы «чиновники чувствовали себя жителями своей страны». По мнению руководителя «Правого дела» Андрея Дунаева, «в стране слишком много правоохранительных органов с дублирующими функциями и охранять первых лиц государства могло бы, к примеру, какое-нибудь частное агентство». Партия выступила за восстановление всеобщей выборности власти, включая выборность мэров городов, губернаторов и глав субъектов РФ и предложила запретить занимать выборные государственные должности более двух раз в течение жизни. «Правое дело» также выступило за поэтапное повышение пенсионного возраста и за легализацию короткоствольного оружия.
По словам одного из лидеров «Правого дела» и основного автора программы Владислава Иноземцева, партия «выступает за максимально полную свободу всех инициатив граждан, разрешённых законом политических, экономических, социальных и культурных». Иноземцев видит будущее России «на пути преодоления необразованности, догматизма и мракобесия». Первым шагом на этом пути Иноземцеву видится «восстановление секулярной природы» российской власти. По мнению Иноземцева,
Пришло время возразить против насаждения в преимущественно атеистической стране примитивной религиозности, которое стало в наши дни масштабным бизнес-проектом. Попам не место в школах, в армии, государственных учреждениях. Корабли и самолеты должны плавать и летать потому, что их собрали умелые и квалифицированные рабочие, а не потому, что их окропили святой водой обладатели часов, стоящих десятки тысяч долларов. Религия должна стать частным делом граждан.
4 декабря 2011 года на Выборах в Госдуму РФ 6-го созыва заняла последнее место, получив 392 507 голосов избирателей (0,6 % голосов избирателей) и не смогла провести в Государственную думу России ни одного представителя, и в 2012 году на президентских выборах поддержала Владимира Путина.
23 марта 2012 года Государственной думой были приняты поправки к Федеральному закону «О политических партиях», упрощающие регистрацию политических партий. После этого некоторые бывшие члены «Правого дела» учредили свои. Так Михаилом Прохоровым была создана и зарегистрирована «Гражданская платформа», сторонники Прохорова перешли в неё. Члены Александр Рявкин и Владислав Иноземцев (покинул партию после того, как она поддержала Владимира Путина на президентских выборах) возродили партию «Гражданская сила», Андрей Нечаев организовал и возглавил свою оппозиционную партию «Гражданская инициатива», а Андрей Богданов возродил и возглавил Демократическую партию России.
18 декабря 2012 года Андрей Дунаев покинул пост председателя партии, исполняющим обязанности назначен его заместитель Вячеслав Маратканов, который три года до этого был зампредом.
В единый день голосования партия провела по одномандатным округам двух своих партийных депутатов в городскую думу города Сызрань. в городе Тольятти выдвинуло трёх своих кандидатов, одна из которых в партийных списках была танцовщица Go-Go Кристина Казакова, что привело к повышенному и скандальному интересу со стороны местных СМИ, однако, это не помогло партии преодолеть избирательный барьер.

### Смена политических ориентиров
В августе 2012 года в партию для разработки новой идеологии был приглашён Иван Охлобыстин. 5 октября этого года из-за постановления Священного синода, запрещающего священникам состоять в политических партиях, покинул партию, сообщив, что остался только её духовным наставником (консультантом). 3 ноября 2012 года Андрей Дунаев заявил, что «Правое дело» отказалось от прежнего курса и впредь намерено проводить правую политику с «национал-патриотическим уклоном».
На съезде 24 февраля 2012 года выступила лидер общественного движения «Право на оружие» Мария Бутина, став союзником партии.
26 ноября 2012 года лидер партии «Правое дело» Андрей Дунаев поднял вопрос о легализации проституции в России. Он заявил, что партия намерена провести социологические исследования по этому вопросу и выйти с инициативой к парламентским партиям и возможным сбором подписей за легализацию. Он считает, что это позволит официально легализовать то, что и так существует, выйти из покровительства криминальных и около криминальных структур, а также недобросовестных сотрудников силовых ведомств, платить налоги в госбюджет, проходить регулярное медицинское обследование и претендовать на пенсионные отчисления. Также Андрей Дунаев добавил, что у работниц секс-индустрии в сегодняшнем положении нет никаких прав перед своими работодателями, приравнивая их к сексуальному рабству. В настоящее время проституция официально легализована в Европейских странах ЕС: Нидерландах, Италии, Венгрии, Германии. Ранее с подобной инициативой в 2007 году выступала партия ЛДПР, но инициатива была отложена думой. Бывший член федерального совета Правого дела, лидер восстановленной Демократической партии России Андрей Богданов высказался против инициативы своих бывших коллег, также он сообщил, что он и его партия намерены помешать «Правому делу» в сборе подписей, развернув анти-агитацию против этой инициативы.

### Обратный разворот на либеральную направленность
29 февраля 2016 года на VII съезде партии «Правое дело» председателем партии избран бизнес-омбудсмен Борис Титов, заявив о смене политического курса партии, на «партию бизнеса» и её ребрендинг.

## Переименование (2016)
С возвращением в партию Бориса Титова была проведена кардинальная реформа, изменён состав политсовета, партия вернулась к либеральным ценностям и далее была переименована в «Партию Роста» (см. статью «Партия Роста»).
29 февраля 2016 года на VII съезде партии «Правое дело» председателем партии был избран Борис Титов, его поддержали 70 делегатов при отсутствии голосовавших против. О готовности войти в федеральный совет объявили управляющий партнёр Management Development Group Дмитрий Потапенко, вице-президент Альфа-банка Владимир Сенин, интернет-омбудсмен и член генсовета «Деловой России» Дмитрий Мариничев, член Общественной палаты и общественный уполномоченный по защите прав малого и среднего бизнеса Виктор Ермаков, а также член президиума генсовета «Деловой России» Михаил Розенфельд. О готовности сотрудничать с партией объявила также группа вышедших из «Справедливой России» депутатов (Оксана Дмитриева, её муж Иван Грачёв, Андрей Крутов и Наталья Петухова) и два депутата «Единой России» — Елена Николаева и Виктор Звагельский, бывший депутат Госдумы от ДВР и СПС, лидер «Движения автомобилистов России» Виктор Похмелкин и бывший член «Яблока» Максим Резник, являвшийся председателем Санкт-Петербургского регионального отделения партии. При этом они не вступили в партию, намереваясь участвовать в выборах по партийным спискам.
На съезде партии 26 марта её название было изменено на «Партия Роста» из-за негативных ассоциаций с прежним названием. Программой партии стал документ «Экономика роста», созданный Борисом Титовым совместно с советником Президента Владимира Путина Сергеем Глазьевым. В нём предлагается «снизить ключевую ставку до 5,5 %», «начать монетизацию экономики и как минимум вдвое нарастить денежное предложение», сделать суд независимым от власти и пр. Своими конкурентами партийное руководство называло КПРФ, «Яблоко», «Гражданскую платформу» и «ПАРНАС».
В тот же день был создан специальный совет «Blue Sky Thinking» из общественных деятелей и экспертов, идейно близких ПР, но не желающих входить в руководящие органы партии и получать партбилет. В него вошли член СПЧ Ирина Хакамада, актёр Леонид Ярмольник и кинорежиссёр Павел Лунгин, а также приглашены Георгий Бовт, председатель комитета по финансовым рынкам и кредитным организациям Торгово-промышленной палаты Яков Миркин и другие (часть из этих людей принимали участие в политических проектах Михаила Прохорова).

## Доходы и расходы партии
В 2009 году партия существовала на пожертвования — 22,2 % доходов обеспечили пожертвования физических лиц, 74,8 % доходов — перечисления юридических лиц. В 2015 году доходы партии были незначительны — 89,3 тыс. руб.